# 卡拉斯科萨德拉谢拉
卡拉斯科萨德拉谢拉，是西班牙卡斯蒂利亚-莱昂索里亚省的一个市镇。总面积13平方公里，总人口13人（2001年），人口密度1人/平方公里。